# Ольгінська діоцезія
Ольгі́нська діоце́зія (лат. Dioecesis Holguinensis; ісп. Diócesis de Holguín) — діоцезія римського обряду Католицької церкви на Кубі, з центром у місті Ольгін. Охоплює терени Ольгінської і Лас-Тунаської провінції Куби. Входить до складу Сантьяго-де-Кубинської церковної провінції. Суфраганна діоцезія Сантьяго-де-Кубинської архідіоцезії. Заснована 8 січня 1979 року. Голова — єпископ Ольгінський. Центральний храм — Ольгінський собор.  Площа — 14,089 км². Населення — 1,605,000 ос.; з них католики — 435,000 ос. (27.1%). Чинний голова — Еміліо Арангурен Ечеверрія, єпископ Ольгінський.

## Історія
Ольгінська діоцезія була створена 8 січня 1979 року шляхом виокремлення зі складу Сантьяго-де-Кубинської архідіоцезії.

## Єпископи
- Еміліо Арангурен Ечеверрія

## Статистика
Згідно з «Annuario Pontificio» і Catholic-Hierarchy.org:
| Рік  | Населення | Населення | Населення | Священики | Священики | Священики | Священики           | Диякони | Ченці    | Ченці | Парафії |
| Рік  | католики  | загалом   | %         | загалом   | секулярні | ченці     | вірних на священика | Диякони | чоловіки | жінки | Парафії |
| ---- | --------- | --------- | --------- | --------- | --------- | --------- | ------------------- | ------- | -------- | ----- | ------- |
| 1980 | 360.000   | 1.239.829 | 29,0      | 10        | 10        |           | 36.000              |         |          | 3     | 14      |
| 1990 | 419.000   | 1.500.000 | 27,9      | 18        | 13        | 5         | 23.277              |         | 6        | 7     | 16      |
| 1999 | 434.000   | 1.600.000 | 27,1      | 26        | 21        | 5         | 16.692              | 2       | 6        | 38    | 16      |
| 2000 | 434.000   | 1.600.000 | 27,1      | 26        | 21        | 5         | 16.692              | 4       | 6        | 35    | 23      |
| 2001 | 431.000   | 1.600.000 | 26,9      | 27        | 22        | 5         | 15.962              | 4       | 6        | 39    | 23      |
| 2002 | 433.000   | 1.606.000 | 27,0      | 29        | 24        | 5         | 14.931              | 4       | 6        | 40    | 23      |
| 2003 | 435.000   | 1.600.000 | 27,2      | 30        | 25        | 5         | 14.500              | 3       | 6        | 40    | 23      |
| 2004 | 435.000   | 1.600.000 | 27,2      | 30        | 25        | 5         | 14.500              | 3       | 6        | 43    | 23      |
| 2006 | 435.000   | 1.605.000 | 27,1      | 37        | 32        | 5         | 11.756              | 2       | 7        | 39    | 28      |
| 2013 | 442.600   | 1.650.000 | 26,8      | 31        | 23        | 8         | 14.277              | 1       | 10       | 45    | 28      |